# Bosmal City Center

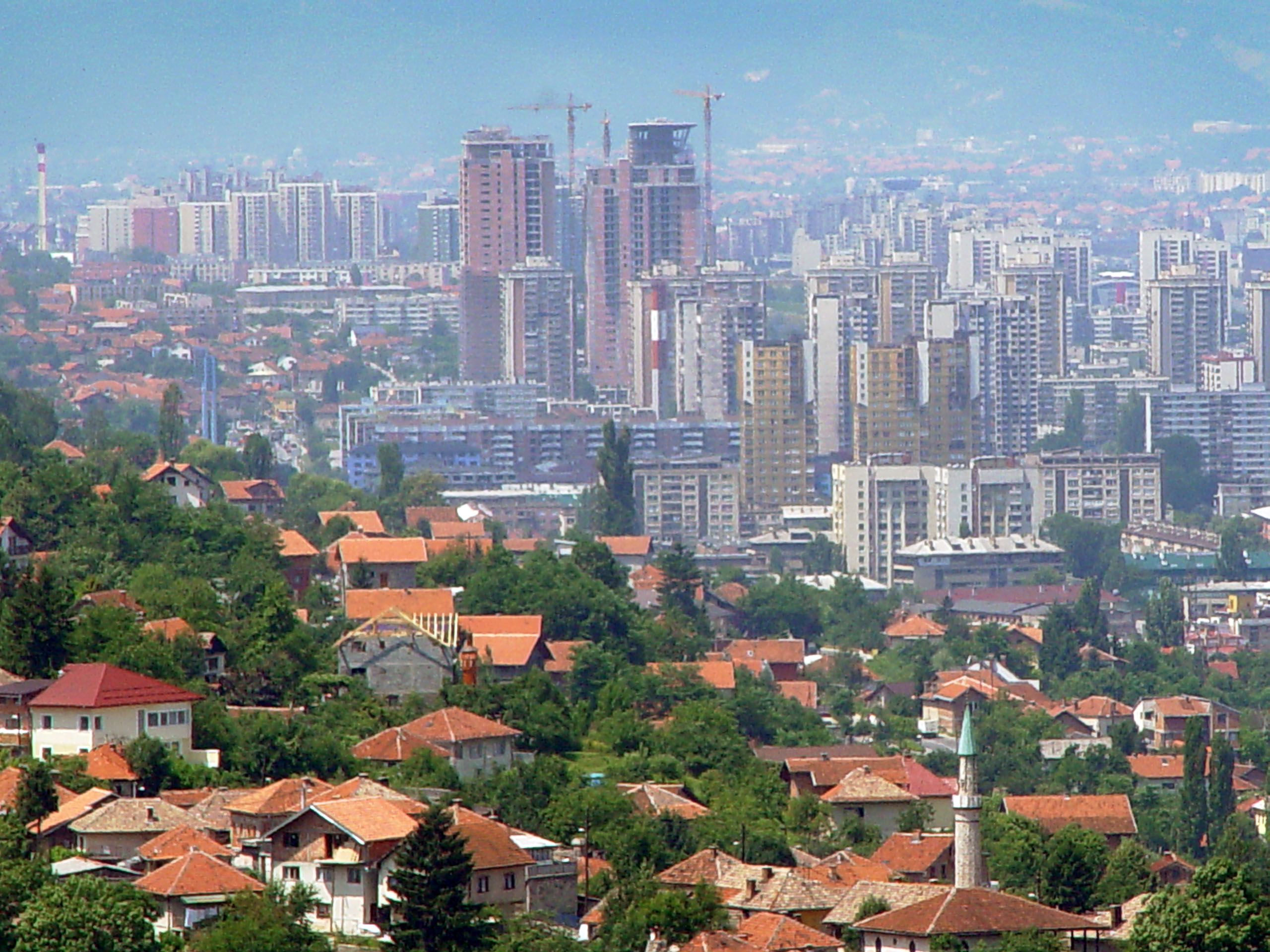
Das Bosmal City Center in Sarajevo (2004)

Das Bosmal City Center (bosnisch Bosmalov gradski centar; BCC) ist ein Geschäfts- und Wohngebäude im Stadtteil Hrasno der Gemeinde Novo Sarajevo in der bosnischen Hauptstadt Sarajevo. Mit 118 m Höhe war es bis zur Fertigstellung des ebenfalls in Sarajevo gelegenen Avaz Twist Tower 2009 das höchste Gebäude auf der Balkanhalbinsel und gilt weiterhin als höchstes Wohngebäude dort.
Das Bosmal City Center war ein Projekt des bosnischen Unternehmens Bosmal. Das 80-Millionen-Euro-Projekt bezog fast siebzig Unternehmen mit ein und beschäftigte mehr als 3.500 Arbeiter. Es ist als Stadt in der Stadt konzipiert, enthält neben Wohnungen Restaurants, eine Kindertagesstätte, einen Supermarkt, verschiedenste Dienstleister und Ärzte. Durch die Lage in der von Hochhäusern geprägten Neustadt Sarajevos sind die beiden Türme trotz ihrer Höhe nicht so dominant wie bei anderen Bauprojekten. Die Wohnungen sind unterschiedlich zugeschnitten, acht wurden als Penthouse-Wohnungen gestaltet, die anderen 298 als normale Wohneinheiten. Neun Fahrstühle verbinden die Tiefgarage mit den anderen Bereichen.

## Weblink
- Offizielle Webseite

Koordinaten: 43° 50′ 47,7″ N, 18° 22′ 28″ O